# Lonchaea reidi
Lonchaea reidi är en tvåvingeart som beskrevs av Mcalpine 1964. Lonchaea reidi ingår i släktet Lonchaea och familjen stjärtflugor. Inga underarter finns listade i Catalogue of Life.